# Воловов, Павел Васильевич
Павел Васильевич Волово́в (1905—1980) — советский оперный и камерный певец (баритон). Народный артист Узбекской ССР (1944).

## Биография
Павел Васильевич Воловов родился 28 декабря 1905 года в селе Середа Костромской губернии Российской империи (ныне — город Фурманов, Ивановской области, Россия). В 1927—1930 гг. обучался в Ивановском музыкальном техникуме. Оперный дебют состоялся в 1932 году на сцене Ивановской областной оперы.
В 1934—1937 гг. — солист Азербайджанского государственного академического театра оперы и балета.
В 1937—1944 гг. — солист Государственного Узбекского театра оперы и балета.
В 1944 году был удостоен звания Народного артиста Узбекской ССР.
В 1944—1960 гг. — солист Государственного академического Большого театра СССР.
С 1960 года перешёл в труппу Малого театра оперы и балета.
Скончался в 1980 году.

## Репертуар
- «Евгений Онегин» П. И. Чайковского — Онегин
- «Мазепа» П. И. Чайковского — Мазепа
- «Иоланта» П. И. Чайковского — Роберт
- «Черевички» П. И. Чайковского — Бес
- «Снегурочка» Н. А. Римского-Корсакова — Мизгирь
- «Майская ночь» Н. А. Римского-Корсакова — Каленик
- «Вражья сила» А. Н. Серова — Пётр
- «Демон» А. Г. Рубинштейна — Демон
- «Севильский цирюльник» Дж. Россини — Фигаро
- «Фра-Дьяволо» Д. Обера — Милорд (лорд Кокбург)
- «Тихий Дон» И. И. Дзержинского — Листницкий
- «Бэла» А. Н. Александрова — Казбич
- «Декабристы» Ю. А. Шапорина — Якубович
- «Свадьба Фигаро» В. А. Моцарта — Фигаро
- «Кармен» Ж. Бизе — Эскамильо
- «Сорочинская ярмарка» М. П. Мусоргского — Цыган
- «Лакме» Л. Делиб — Фредерик
- «Галька» С. Монюшко — Януш
- «Никита Вершинин» Д. Б. Кабалевского — Митрич
- «Ромео и Джульетта» Ш. Гуно — Меркуцио
- «Фауст» Ш. Гуно — Валентин
- «Мадам Баттерфляй» Дж. Пуччини — Шарплес
- «Богема» Дж. Пуччини — Шонар
- «Сельская честь» П. Масканьи — Альфио

## Дискография
- «Майская ночь», опера в трех действиях. Композитор — Н. А. Римский-Корсаков.

Действующие лица и исполнители: Левко — Сергей Лемешев, Голова — Сергей Красовский, Ганна — Вероника Борисенко, Панночка — Ирина Масленникова, Каленик — Павел Воловов, Свояченица — Евгения Вербицкая, Винокур — Вениамин Шевцов, Писарь — Всеволод Тютюнник, 1-я русалка — Надежда Клягина, 2-я русалка — Елена Грибова, Мачеха — Ольга Инсарова.
Дирижёр — Василий Небольсин. Солисты, хор и оркестр Большого театра СССР. Запись 1951 года.
- «Декабристы», опера в 4 действиях. Композитор — Ю. А. Шапорин.

Действующие лица и исполнители: Рылеев — Алексей Иванов, Пестель — Александр Пирогов, Бестужев — Иван Петров, Каховский — Георгий Нэлепп, Елена — Нина Покровская, Николай I — Александр Огнивцев, Ольга Мироновна — Евгения Вербицкая, Князь Трубецкой — Пётр Селиванов, Якубович — Павел Воловов, Князь Щепин-Ростовский — Владимир Ивановский, Орлова — Вера Смирнова, Стеша — Вероника Борисенко.
Дирижёр — Александр Мелик-Пашаев. Хор и оркестр Большого театра СССР. Запись 1954 года.
- «Фра-Дьяволо», опера в трех действиях. Композитор — Д. Обер.

Действующие лица и исполнители: Фра-Дьяволо — Сергей Лемешев, Милорд (Лорд Кокбург) — Павел Воловов, Леди Памела — Елена Грибова, Лоренцо — Андрей Соколов, Маттео — Леонид Маслов, Церлина — Нина Гусельникова, Беппо — Юрий Филин, Джакомо — Игорь Михайлов, Крестьянин — Иван Ионов, Франческо — Николай Росляков, Священник — Юрий Каменщиков, Служанка — Е. Гаврюшова.
Дирижёр — Борис Хайкин. Хор и оркестр Большого театра СССР. Запись по трансляции из филиала Большого театра 29 марта 1955 г.

## Награды
- Орден «Знак Почёта» (1951)[2].
- Народный артист Узбекской ССР (1944).